# لهيفة (اسم)
لهيفة هو اسم علم مؤنث من أصل عربي، ومعناه هو الحزينة الذاهب عقلها المتحيرة الهائمة.

## وصلات خارجية
- موسوعة السلطان قابوس لأسماء العرب نسخة محفوظة 5 أبريل 2019 على موقع واي باك مشين.